# Música de Corea

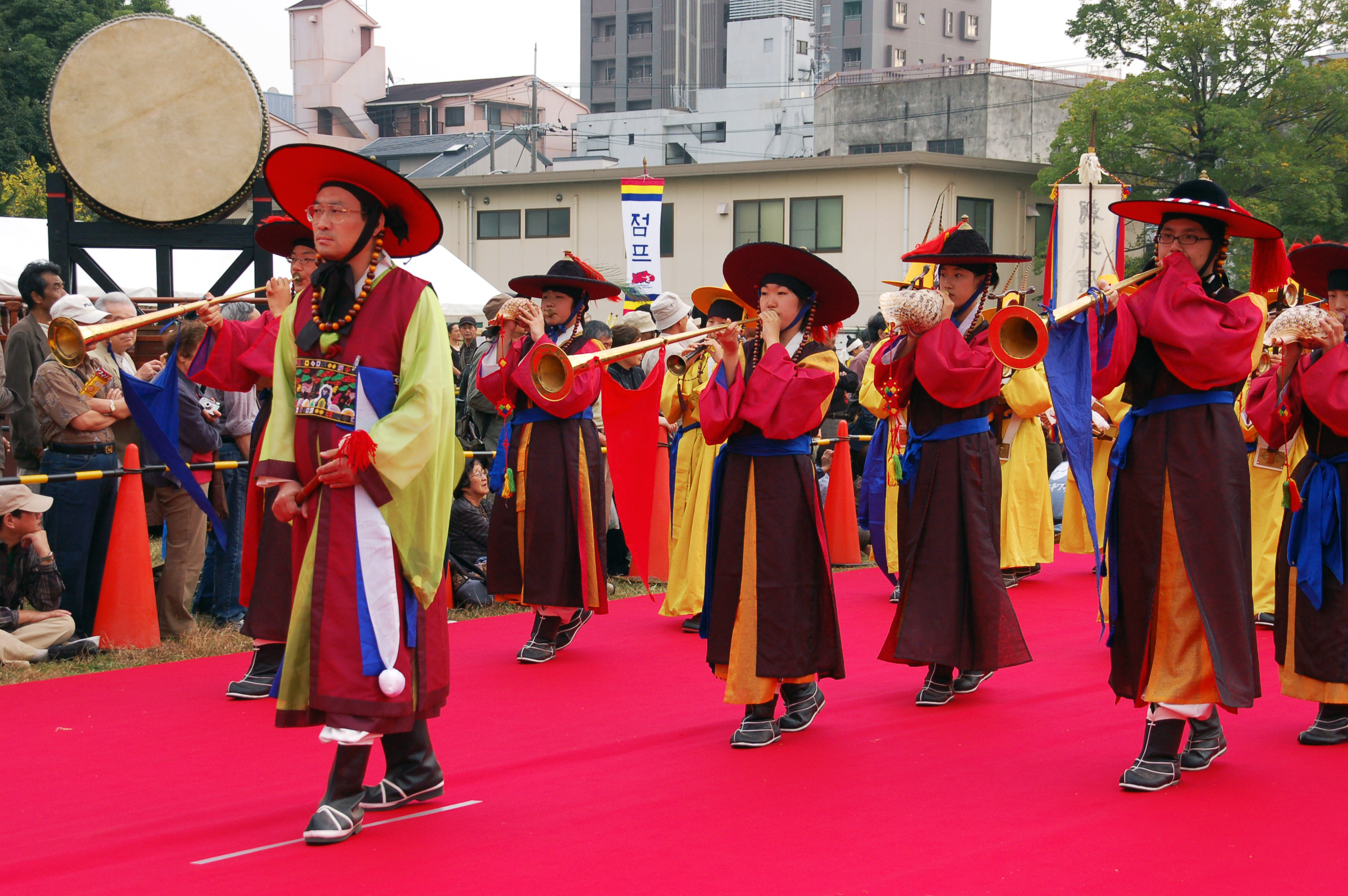
La marcha de música coreana en Seúl

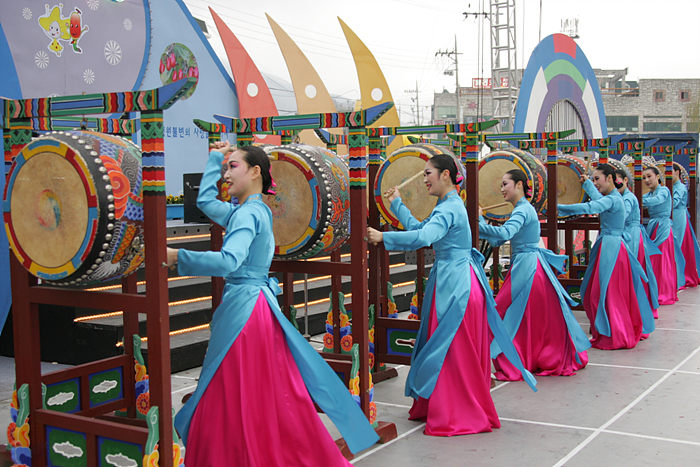
Las bailarinas tocando el instrumento coreano, janggo en Gurye-gun, Jeolla del Sur.

Corea conserva una amplia cultura musical a lo largo de su historia, a través de la combinación de distintos géneros musicales como la música folk, vocal, y religiosa. Los coreanos han practicado su música étnica con el arte, las pinturas y las esculturas desde la fase de la prehistoria.
Corea es un país que conserva una rical cultura musical a lo largo de su historia, combinando distintos géneros. Según los orígenes, se puede dividir en: la música tradicional (Gugak, 국악, la música estatal) y la música occidental. (yangak, 양악). Gukak aproximadamente tiene sus dos categorías de Jeong-ak (la música para las aristocracias) y minsokak (para los plebos, 민속악) con la estructura inferior.

## Historia

### Proto-reinos de Corea
La música tradicional coreana de este tiempo  es muy conocida, mientras que algunos documentos históricos de China redactan que las personas de Buyeo, Goguryeo, Dongye y Samhan bebían y danzaban en sus festivales de las cosechas. Aquellos textos también dicen que los estados tribales de Corea usualmente adoraban al cielo, bailando y bebiendo varios días como un rito de la agricultura.

#### Samhan
Samhan fue uno de los tres grandes principados (Mahan, Jinhan y Byeonhan) en la región central y sur de la península. Los documentos más antiguos sobre la música coreana aparecen en los textos históricos de China, uno de los principales textos es «Registros de los Tres Reinos» escrito por Chen Shou (233-297). Estos dicen que las personas de Mahan hacían rituales en mayo y en octubre sin parar de bailar por unos días. Los Anales de la dinastía Joseon dicen que Samhan tuvo su propio estilo de música; pero sin instrumentos musicales.

### Tres Reinos de Corea

#### Goguryeo
La historia musical de Goguryeo esta dividida en tres etapas: la primera es antes de la influencia exterior; la segunda es desde el siglo Ⅳ al Ⅵ cuando Goguryeo agresivamente hizo su expansión en torno a Manchuria y al sur de Corea; la última es la de la caída del reino.
La canción de Hwangjoga (황조가, 黃鳥歌) es la más antigua que aún se ha transmitido. Según dice el rey, Yuri la compuso para una princesa que amaba.
El clásico coreano Samguk Sagi (1145) fue compuesto por el primer ministro Wang San-ak (왕산악) quien tiene su título de tres grandes músicos en la historia antigua, utilizó el instrumento chino de guqin. Una leyenda detallamente dice que a pesar de mantener los instrumentos chinos, la gente goguryeo no sabía como tocarlos. Por eso el rey hizo un anuncio de otorgar un premio a alguien que pudiera tocarlos y Wang lo transformó, produciendo casi 100 canciones especiales.
Un modelo de este instrumento se describe en unas tumbas de Goguryo como Muryongchong y la tumba de Anak 3°.

#### Baekje
La única canción de Baekje transmitida ahora es “Jeongeupsa” (El templo de Jeongeup, en hangul: 정읍사), pero es inimaginable de su estilo porque no hay ninguna réplica descubierta. Lo que es seguro es la fiesta habitual en mayo y octubre, que es sugestivamente el impacto de los líderes de Baekje que vinieron desde Goguryeo.
La música de Baekje fue conocida a Cao wei de China y algunos músicos fueron invitados a la corte japonesa. El maestro de Mimaji (en hangul: 미마지) pasó a Japón después de su estudio de música, baile y drama en China. En 2001, el emperador japonés Akihito dijo que la música de Baekje es la raíz de la música real japonesa, porque el emperador Kanmu (r.871-896) fue el descendiente del rey Muryeong de Baekje. (r.501-523)

#### Silla

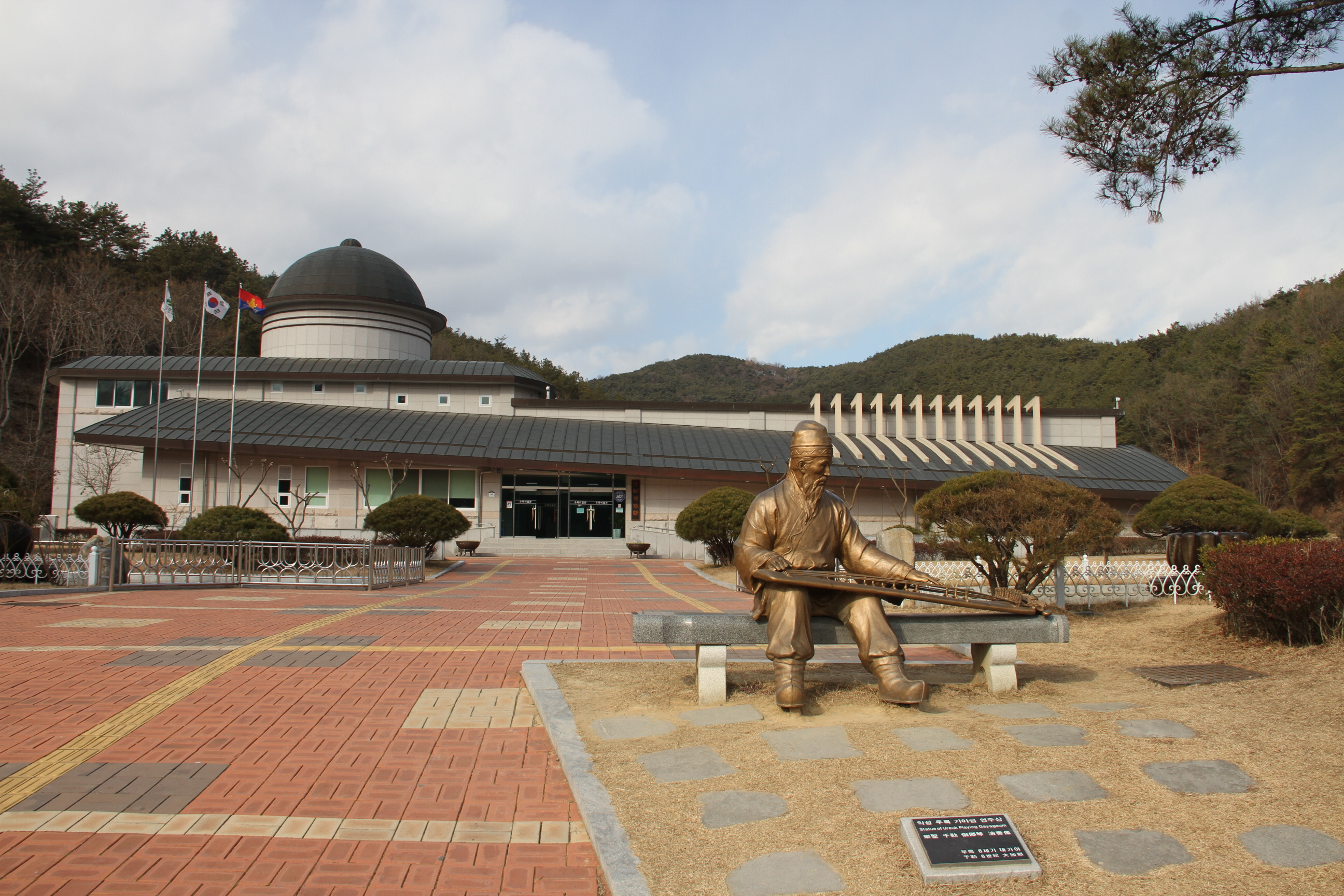
El museo de Ureuk en Goryeong-gun, Gyeongsang del Norte. Demuestra el desarrollo musical de la Confederación Gaya y Silla.

Antes de que Silla logrará la unificación de los tres reinos de Corea en 676, se música fue representada por un instrumento tradicional llamado gayageum que se dice, el músico Ureuk (우륵) de Gaya lo llevó cuando su patria se incorporó por Silla bajo el coquistador, el rey Jinheung. 
El libro, Samguk Sagi dice 12 nombres de los cantos que Ureuk escribió, pero no todos son transmitidos. Hay otro dato de que Ureuk enseñó los modos de usar de gayageum con cantos y bailes a su tres discípulos de Gyego, Beopji y Mandeok.
Después de la unificación, un estudio de fama, Choi Chiwon (최치원) escribió la representación sobre obra escénica incluso cinco poemas de hyangak (la música local). Las demuestra en el libro de 《Goryeosa》 que también incluye el arte real de hyangak y dangak: la estructura inferior de la música coreana.

### Período de los estados del norte y del sur

Silla y Balhae cerca 830.

La incompleta unificación de Silla fue el primer intento de mezclar tres estados en torno a Corea (Goguryeo y Baekje) en base de la alianza con Tang china. Pese a todo, Tang cambió su posición, estableciendo su organización de controlar toda la parte de Silla, provocando una masiva resistencia desde toda parte de Corea. Después de la retirada del ejército chino en 676, un general de Goguryeo, Dae Jo-yeong fundó Balhae (698-926) en el norte de Silla y en torno a Manchuria. La época se llama los estados coreanos de norte y sur. (남북국시대)

#### Silla unificado
La música de Silla conservaba la gran afluencia de los diversos tipos musicales desde la gente de Baekje y Goguryeo, expandiéndose su progreso de hyangak por utilizar los instrumentos de cuerdas como gayageum, geomungo y bipa. Además, los comercios con Tang china avanzaban la introducción de su música bajo el reinado del rey Munmu. Los himnos budistas (en hangul:범패) fueron ampliamente adoptados con más instrumentos, formando el arte destacado de Silla. 
A fin de promover la cultura música, Silla estableció el instituto real de música llamado 음성서, literalmente «el oficio de fomentar la música».

#### Balhae
La sola relica de Balhae, el mausoleum de la princesa Jeonghye demuestra un instrumento de Balhae que presenta la fase de su música. Aunque no hay muchos datos históricos sobre la música de Balhae, se busca en los datos históricos japoneses y chinos. y dice que tenía dos tipos de estilos musicales, la música vocal y la instrumental. Balhae que representaba el sucesor de Goguryeo trataba de incorporar las características musicales de Goguryeo y las tribus nómadas, también aceptando la cultura de Tang china. 
Como la demanda sobre la música, danza y baile aumentaba, el gobierno suyo estableció una organización independiente de Taesangsi (태상시, 太常寺) para manejar la música usada en los rituales reales.
Los datos históricos japoneses como 《日本書紀》, 《鎭日本紀》 dicen que los ambos lograron la diplomacia estatal en 726, enviando sus embajadores más de 20 veces.

### Goryeo

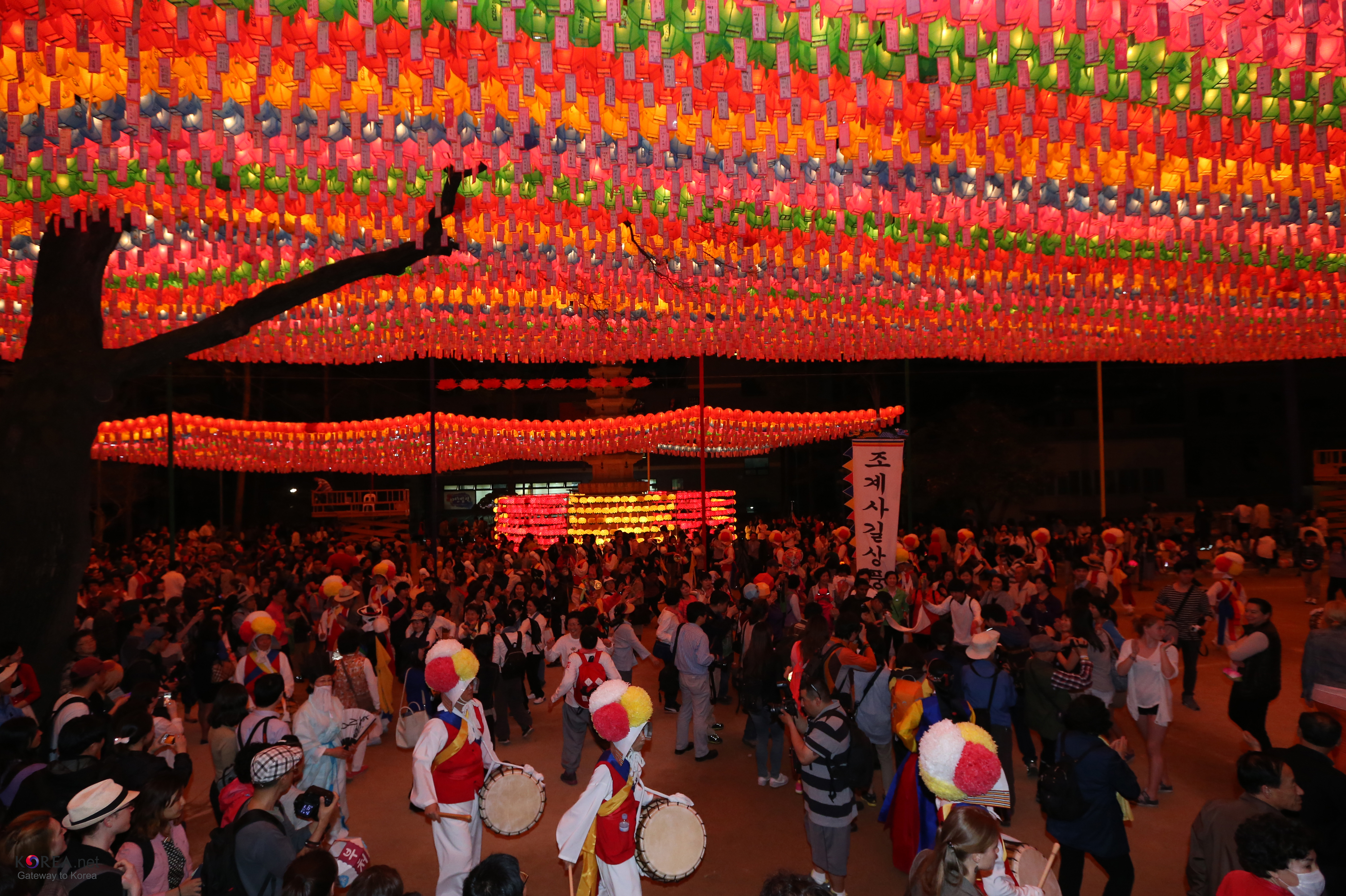
La fiesta de Yeondeunghoe celebrando cumpleaños de buda en Seúl en 2013. Goryeo celebraba el budismo como su religión estatal.

Goryeo siguió representar los aspectos culturales de Silla por celebrar los rituales budistas como Yeondeunghoe y palgwanhoe en su fase temprana. Por ejemplo, la cultura de banquete conservaba los bailes diversos como gummu (검무, la danza de espada). Con todo, la influencia de Silla radicalmente disminuía debido a la afluencia cultural de Song china.
El libro de 《Goryeosa》 representa los cantos de Goryeo que transmite la información sobre la cultura musical de la corte de Goryeo. Como el fundador, Taejo hizo su testamento de conservar la cultura budista rigurosamente, la música del estado incluía su característica budista y noble. La mayoría de los cantos de Goryeo están registrados en el libro musical de Akhakgwebeom en el siglo XV.
La danza de la corte de Goryeo es jeongjae (정재) que se puede dividir en dos categorías: Hyangak jeongjae que tiene su origen en la música nativa y dangak jeongjae que incorpora una influencia de Tang china. Las danzas folclóricas fueron practicadas por los monjes y los chamanes.

### Joseon

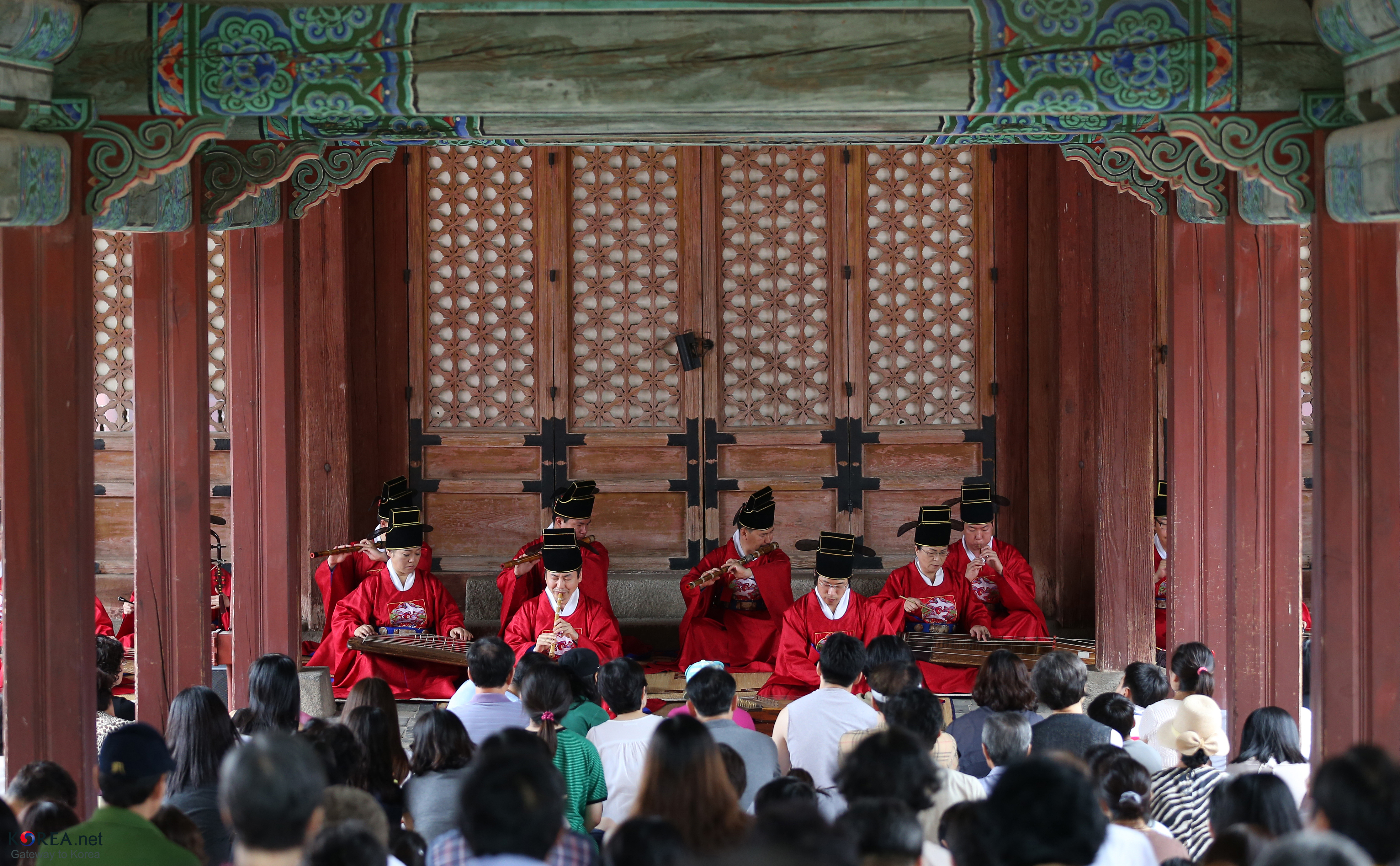
La demonstración de Gukak en el palacio de Changyeonggung.

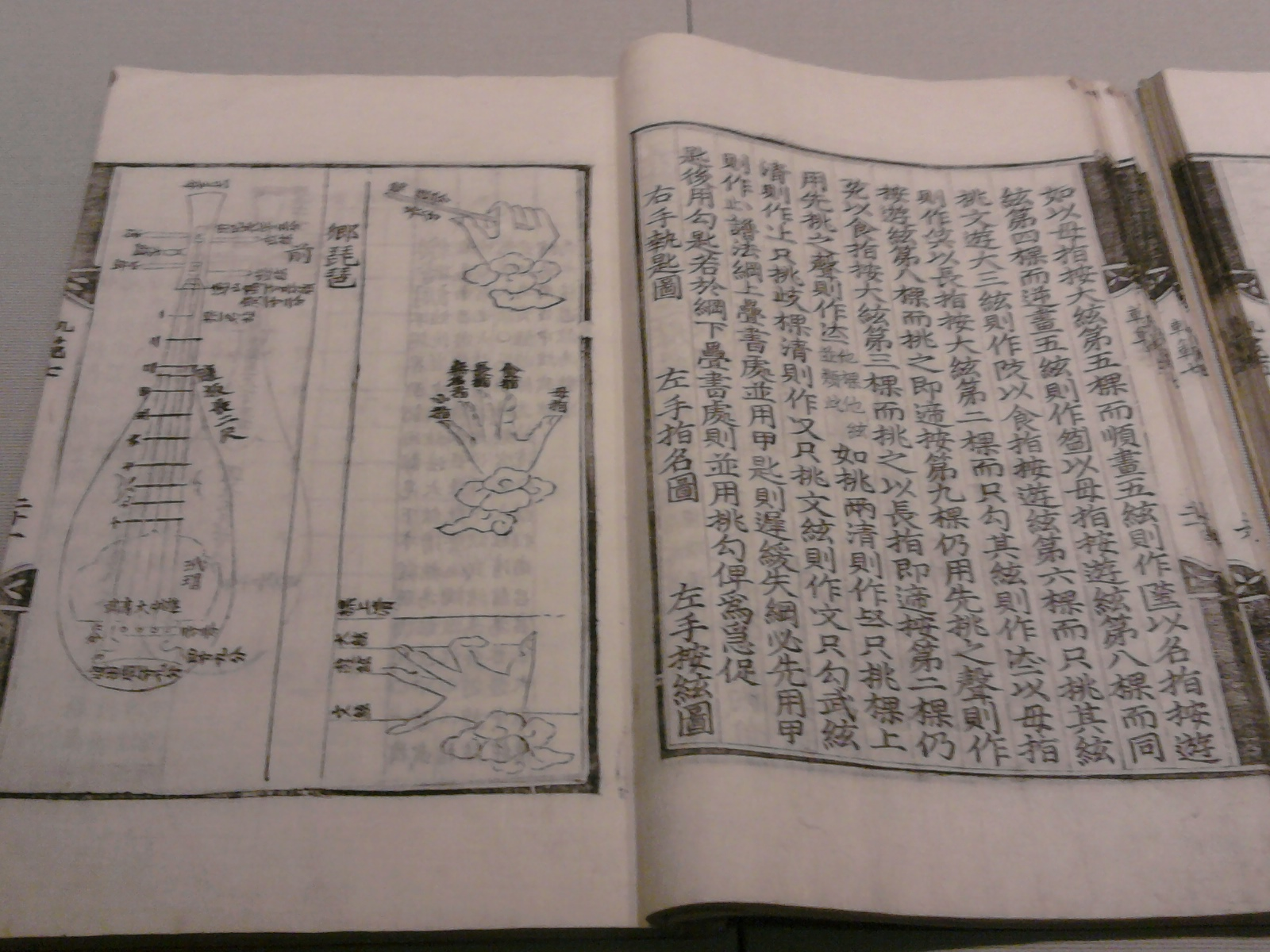
Una página del libro de música "Akhakgwebeom".

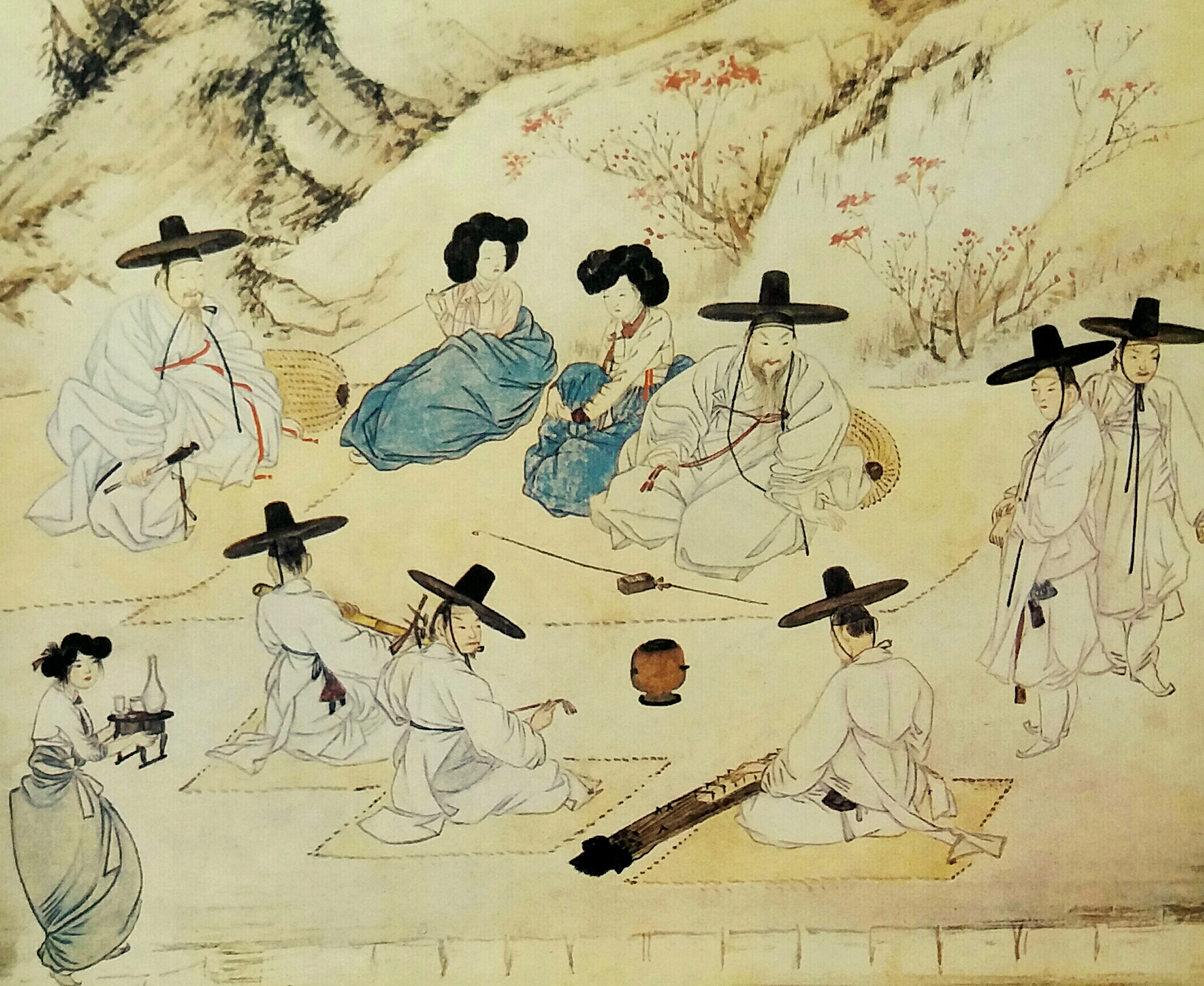
La pintura de Hyewon. Sangchun.yaheung.

El fundador de Joseon, el general Yi Seong-gye y sus vasallos tomaron la política antibudista y pro-confucianismo que refleja una forma de los cantos reales como ye-ak (예악, 禮樂, literalmente la música para los rituales). Como el confucianismo daba importancia sobre jesa, un ritual ancestral, los estudiosos como Jeong Do-jeon trataron de componer muchas canciones a fin de celebrar los primeros momentos de Joseon.
Como al principio, Joseon no había tenido oportunidad para establecer su música, el tercer rey de Taejong (r.1400-1418) empezó organizar el sistema de música estatal. Y Joseon observaba su desarrollo a lo largo de su sociedad durante el reinado de Sejong el Grande (r.1418-1450): el músico, Park Yeon contribuyó al gran progreso. Park podría establecer un órgano independiente para la música e incluso creó una notación musical coreana llamada jeonganbo (en alfabeto hangul: 정간보). Usándolo, el rey Sejong compuso sus cantos. Dice que el hijo de Sejong, el rey Sejo que asesinó a su sobrino, el rey Danjong también escribió su partitura para usar piri. Ambos reyes pueden buscar sus activos musicales en los recuerdos históricos.
La música y danza ganaban buena posición en la corte y también entre los nobles de yangban. Los banquetes nobles incorporaron a artistas como acróbatas y payasos. Después del medio plazo, los plebos de clase media jugaban con los diversos instrumentos mezclando líricas o rondas.
La compilación de la música tradicional coreana continúa hasta el reinado de Seongjong al publicar el primer texto musical, Akhakgwebeom.
Debido a las dos grandes guerras, la cultura de Joseon fue masivamente derrotada tanto así que daba como resultado la pérdida de la música y los cantos en la corte y los templos estatales. La situación musical en la fase posterior se puede describir como la caída.
Los rituales ancestrales llamados Munmyo jerye y Jongmyo jerye surgieron y son celebrados anualmente a fin de conmemorar a los muertos de los grandes sabios confucianismos y los reyes coreanos.
El público gozaba los géneros de pansori, sanjo y namsadang-nori. (남사당놀이) Pansori por primera vez apareció en el medio plazo de Joseon. Aunque es difícil de buscar los puntos exactos de su evolución, la tradición oral continuaba expandiéndose no solo entre la plebe sino también entre la aristocracia.

### Desde el Imperio de Corea
Joseon fue transformada al imperio de Corea a fin de organizar su posición detrás de la interferencia exterior por resurgir los rituales imperiales y practicar la música real del confucianismo, celebrando la expansión de su dominio. Pese a todo, la colonización japonesa de Corea en 1910 llevaba el gran cambio: eliminar los aspectos tradicionales coreanos a lo largo de la sociedad; la afluencia masiva de música western.
Después de la caída, la música coreana no podría buscar la ruta de supervivencia porque los diversos cantos musicales se mudaron en unas marchas. En vez de pansori y gagok, la moda musical estaba cambiando al estilo moderno. Sufriendo la supresión cultural en 1920, la música coreana tradicional fue masivamente desaparecida. 

## Música folk

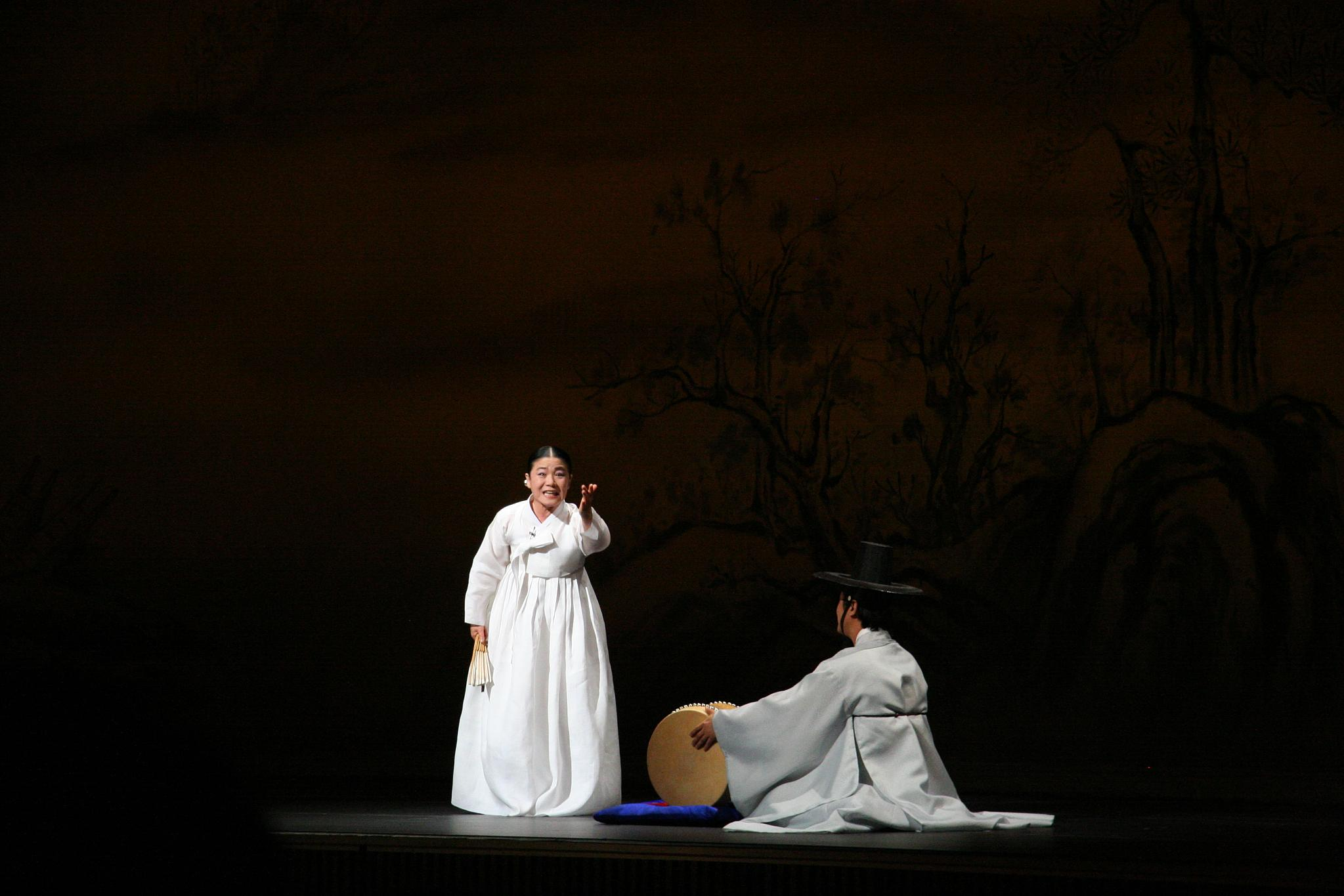
La presentación de pansori por la cantadora An suk seon. Ella es la poseedora de las importantes propiedades culturales intangibles.

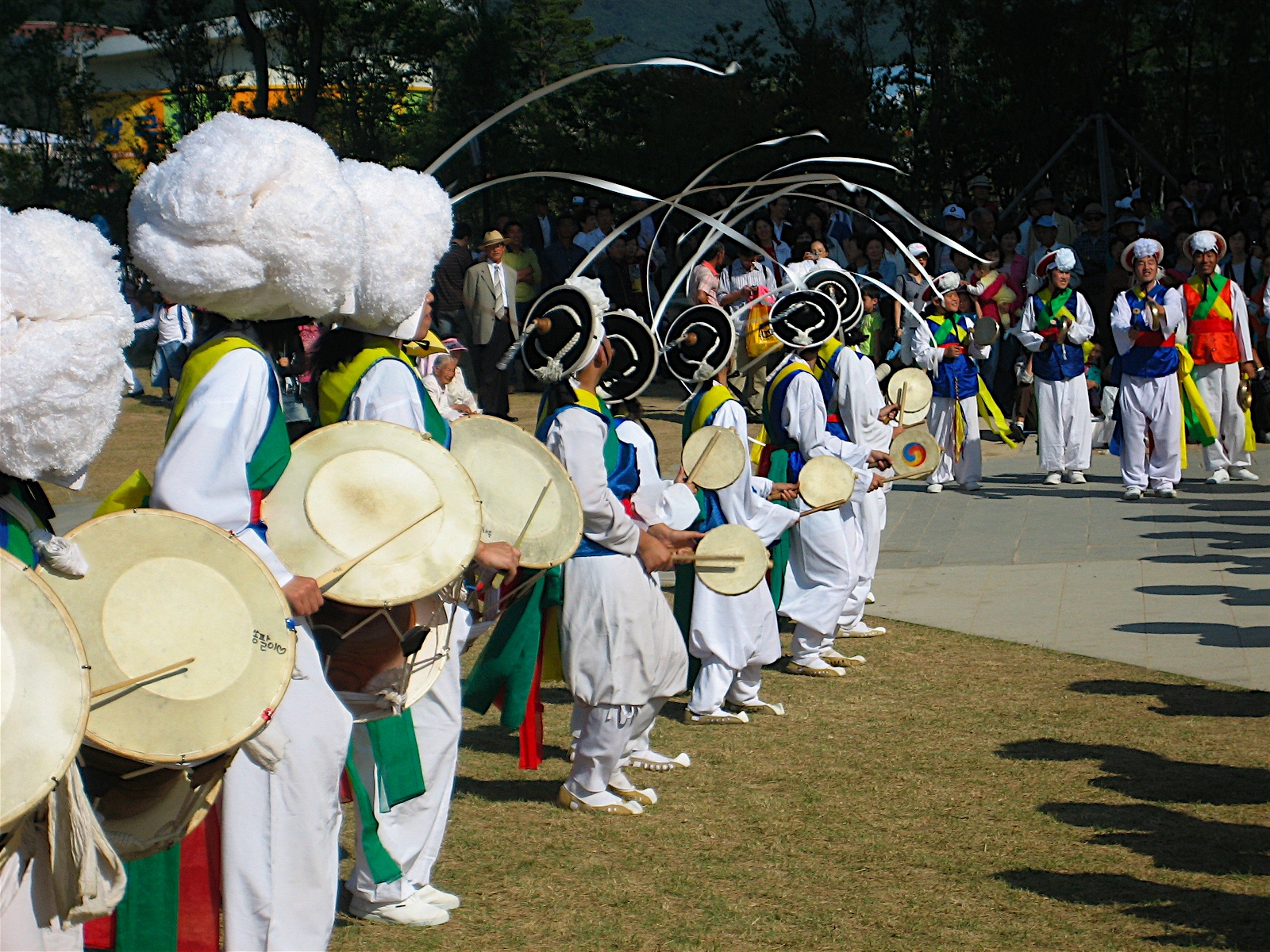
Una escena de Pungmulnori en Gyeongju cultura expo en 2007.

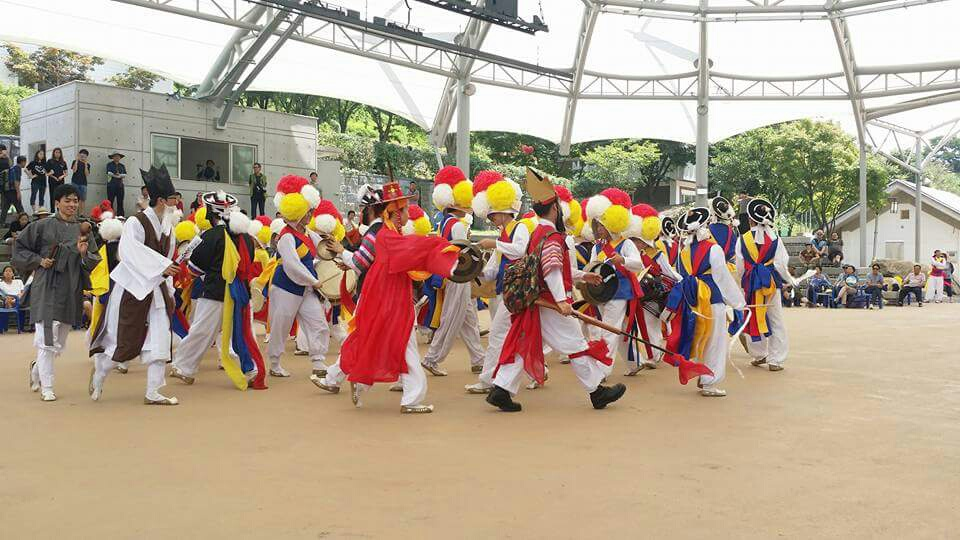
La marcha de Nongak con muchos jugadores en Imsil, Jeolla del Norte.

La música folclórica es generalmente diversa y complicada pero todas las formas mantienen sus ritmos (llamado 장단; Jangdan) y un juego de las melodías: los tambores pueden crear su ciclo rítmico.
Los cantos folclóricos se dividen por la región. Notablemente, las canciones de las provincias de Jeolla y parte de Chungcheong crearon los diversos géneros de sanjo y pansori con sus ritmos ricos y dramáticos. Ellos son llamados “Namdo sori” (남도소리, la canción de la región del sur). 
Los maestros han incluidos los repertorios de cada región a lo largo de historia, haciendo unas letras especiales a melodía. Jeju, la isla más grande en Corea es la regió más rico de sus números en los cantos locales con aproximadamente 1.600 cantos.

### Pansori
Pansori (판소리) es un género coreano de tener su estilo vocal muy largo por uno/a cantante y un batería. Como conserva una forma arte de unas horas a veces, Pansori se llama una ópera coreana que un narrador puede cantar todos los cuentos de introducir todos los personajes de esos.
Las letras generalmente mantienen cinco cuentos diferentes pero se personalizan cada cantador, mezclando rumor y una participación de los espectadores. Normalmente, un cantador o una cantadora elige un cuento pero si canta todos los cinco cuentos, se llamaa wanchang (완창, la canción perfecta): un registro más largo de wanchang en pansori es 9 horas y 22 minutos. Fueron proclamados en 2003 e inscritos en 2008 en la Lista representativa del Patrimonio Cultural Inmaterial de la Humanidad de la Unesco.
El teatro nacional de Corea da oporutunidades de los cantos de Pansori y otros tipos de cantos coreanos cada mes.

### Pungmul
Pungmul (풍물) es una tradición de música folclórica coreana que incluye percusión con tambores, danza, y canto.
Generalmente, la mayoría de presentación se pone al aire libre con decenas de personas. Los jugadores de pungmul, Samul Nori es un equipo fundado en 1978, cambiándose un símbolo nacional de la música coreana. Samul Nori utiliza las diversas formas de ritmos musicales por los mismos instrumentos por correr en la escena libre o sentar. Sentando, sería más rápido.

#### Nong-ak
Nongak (농악) se refiere a la música de los granjeros y representa un género principal de la música folk que se han jugado por los inquilinos en la región rural. Nongak se presenta típicamente al aire libre a lo largo del pueblo. 
La organización de nongak tiene diversas formas según localidad y grupos musicales que conserva gran número de los estilos locales con la mezcla de varios instrumentos. Como nongak incorpora serie de tipos de danzas y movimientos, los bailarinas y jugadores pueden representar o elegir sus estilos al nivel suyo.

### Sanjo
Sanjo se juega sin pausa en los tempos ligeros, ganando su popularidad más grande entre los géneros tradicionales coreanos. Como Sanjo es totalmente una música instrumental, lo incluye los cambios rítmicos y melódicos dramáticamente. Los instrumentos incorporan el tambor, janggu, gayageum o ajaeng.
Parece que Sanjo tenía su origen en la región sur de Corea pero su principio no es conocido claramente debido a la ausencia de los recuerdos. La tradición oral dice que Kim chang-go (1865-1919) fue el originador de Sanjo. Los jugadores de Kim Chukp'a, Yi Saenggang y Hwang Byungki han conservado sus famas. Notablemente Hwang estableció los tipos nuevos de sanjo por crear los diversos repertorios de gayageum a fin de identificar las características distintas y representar la creatividad musical. Empezando su principio por usar gayageum, Sanjo luego se expandió su dominio a todos los instrumentos coreanos.

### Chongak
Chongak o Jeongak(en alfabeto hangul: 정악, en hanja: 正樂) es literalmente "la música cortés", y su tradición incluye la característica instrumental y vocal que fue cultivado por los intelectuales durante la dinastía Joseon. La canción más conocida de chongak es  Yongsan jwesang (영산회상). Las letras normalmente tienen su origen de chong-ga (jeongga, la canción cortés) y también incorporar las letras de la literatura coreana como gagok, gasa y sijo. Los cantadores se mezclan, jugando los diversos instrumentos.

### Sinawi
Sinawi (시나위) incorpora la música chamanisma que se presenta en la danza ritual de los chamanes para calmar y agradar a los divinos. Lo ha practicado mayormente en la región suroeste. La palabra tiene un sentido similar con shinbanggok (lit. 'la música chamanisma en la habitación') que indica la música general usada en unas ceremonias religiosas y en gut (굿), una ceremonia exorcisma. Este género comparativamente tiene la forma flexible con muchos bailarinas por reunirse y dispersarse en su escena.

## Música real
La música real coreana que ha mantenido hasta el presente se puede buscar su origen en el principio de Joseon en 1392. La música de esa categoría es rara y solamente se muestra en las organizaciones gubernamentales como el “Centro nacional de Gukak” (국립국악원) que ha operado unas clases musicales anualmente.
Hay tres tipos de la música real coreana:Aak, la forma musical importada desde China;Jyang-ak, la música coreana y ; Tang-ak, una combinación de la música de Tang china y de Corea.

### Aak
La palabra Aak es una pronunciación de dos letras (hanja) que es el equivalente de yayue chino y gagoku japonés. Como Confucio trató de diferenciar la música elegante de la sin una armonía, gozaba su rango agradable durante Joseon. Aceptando una notación musical, Corea ha mantenido las melodías varias confucianismas cual características fueron desaparecidas en China.
Aak viene desde Song china en el siglo XII y conservaba unos puntos de sirvirle como una música ritual basada en confucianismo. Dice que los musicales chinos visitaron a Corea en 1116 a fin de presentar sus obras después de la visita de los coreanos antes.
Entre los géneros musicales, Aak mantiene su sentido especial debido a su aplicación en unas ceremonias rituales de importancia como unos conciertos. (e.g. Seokjeon Daeje, un rito honrado el Confucio) Durante Joseon, conservar aak era un punto de conflicto debido a su característica china. El rey Sejong grande dijo en 1430 “Es muy raro de tocar la música aak que fue trasmitida teorícamente desde China. Los rituales reales conmemoran los ancestres que deberían escuchar la música coreana [jyangak] pero la música aak funciona en los ritos. ¿Cómo se puede explicar?” Con todo, aak ha existido hasta ahora.

### Tang-ak
Tang-ak (o dang-ak, 당악) refiere a la música que tiene su origen en la música de la dinastía Tang. Silla unificado gozaba el desarrollo masivo a lo largo de su música y la música de Tang funcionaba en gran parte.
Como los comercios florecieron después de la unificación por Silla, el prefijo tang- tenía su sentido de describir unos aspectos tang-chinos que llegaba a Corea. En este punto, la música de jyangak incluía los variantes nativos de tres reinos (Goguryeo, Baekje y Silla) con el impacto chino que había llegado antes de unificación. Luego la corte de Goryeo aceptaba los regalos e instrumentos desde la dinastía Song que resultaba la mezcla a  Tang-ak también. 

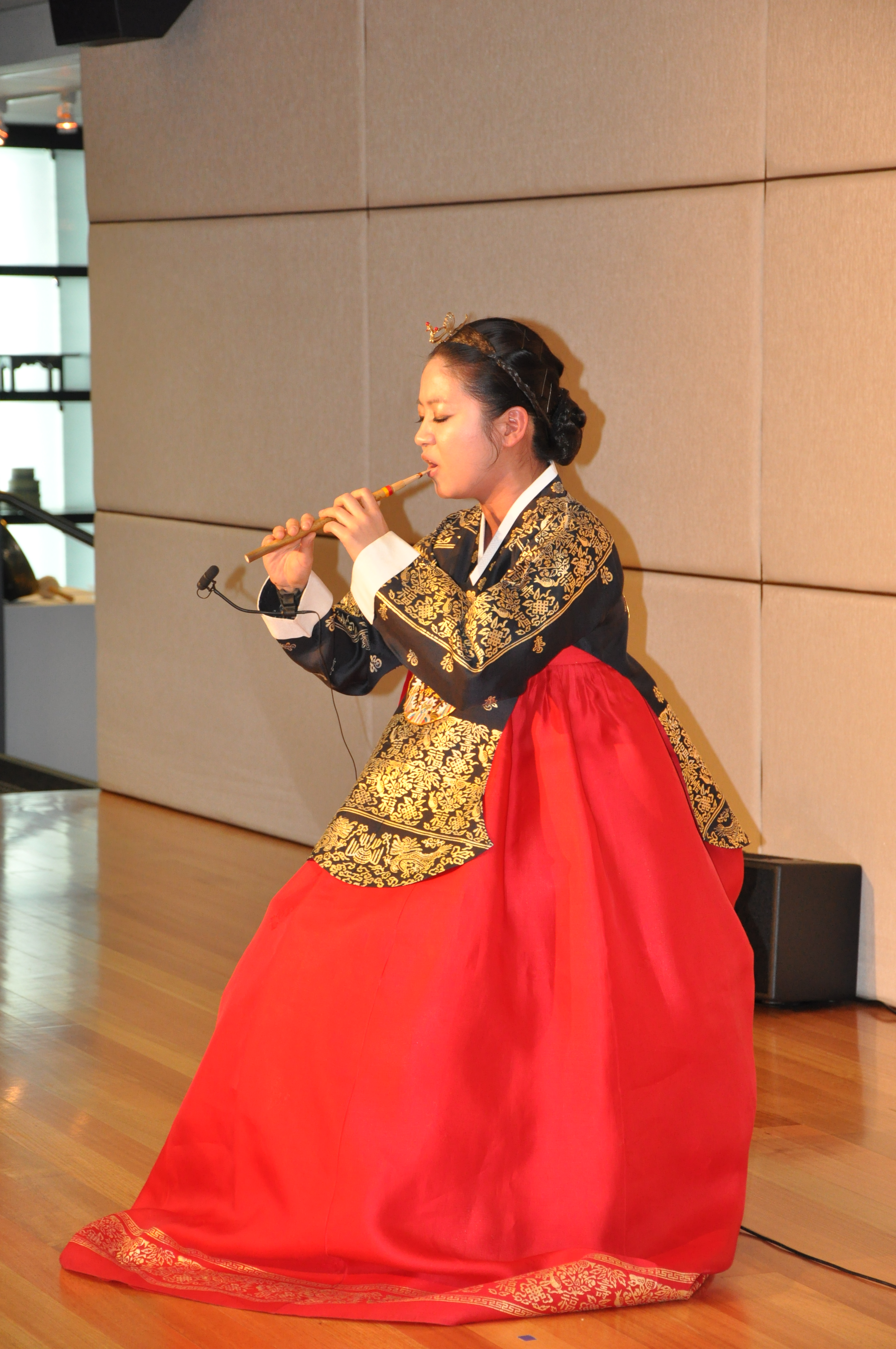
Una presentación de Piri en el centro cultural de Corea en Sídney.

### Jyang-ak
Jyangak (향악) literalmente es una música local o música nativa coreana de cual ejemplo es Sujecheon (수제천), una pieza de la música instrumental tan vieja como 1,300 años. Según los recuerdos, Hyangak parece haber aparecido en la época de Silla con cuatro instrumentos de cuerda y de la familia viento madera similar a oboe llamado piri, que es uno de los instrumentos coreanos más antiguos con geomungo y gayageum. A pesar de que el instrumento piri tiene su mayor función, piri nunca se usaba en el aak. La capital de Silla, Gyeongju celebra la fiesta de piri anualmente. 
El libro dedicado a la historia musical, 《Goryeosa》 representa dos datos especiales de 1114 y 1116 cuando la corte de Goryeo recibió los dos regalos desde el 8° emperador de Song china, Huizong. Se sugestivamente ocurrió porque Corea estaba cambiado al estado confucianismo y los reyes empezaron celebrar los ritos confucianismos al cielo, a la agricultura, tierra y a los ancestros reales.
Yongbieocheonga, una obra más temprana escrita en el alfabeto hangul (lit. los cantos de los dragones volando al paraíso) representa su rasgo distintivo como hyangak. La obra fue escrita a diversas melodías y letras pero las letras fueron desaparecidas y los ritmos instrumentales existen el presente y comenzaron en ritmos occidentales.